# سكودا أوتو
|  | انتبه: أُنشئت هذه الصفحة نتيجة لترجمة جزئية أو كلية للصفحة الأصيلة «Škoda Auto» في ويكيبيديا الإنجليزية تحت رخصة جنو للوثائق الحرة. وقد تكون الترجمة غير دقيقة أو ناقصة. |

سكودا أوتو، المعروفة أيضًا باسم سكودا، هي شركة سيارات تشيكية يقع مقرها في الجمهورية التشيكية في مدينة ملادا بولسلاف، أصبحت سكودا إحدى الشركات التابعة لمجموعة فولكس فاجن في عام 1991، والتي تتضمن أيضًا ماركات سيارات فولكس واجن، أودي ايه جي، بنتلي موتورز المحدودة، سيارات بوجاتي سا، لامبورغيني أوتوموبيلي القابضة S.p.A. سيات، ومصنع مركبات المنتجات الثقيلة سكانيا AB. بلغ إجمالي مبيعاتها 674,530 سيارة في عام 2008.

## التاريخ

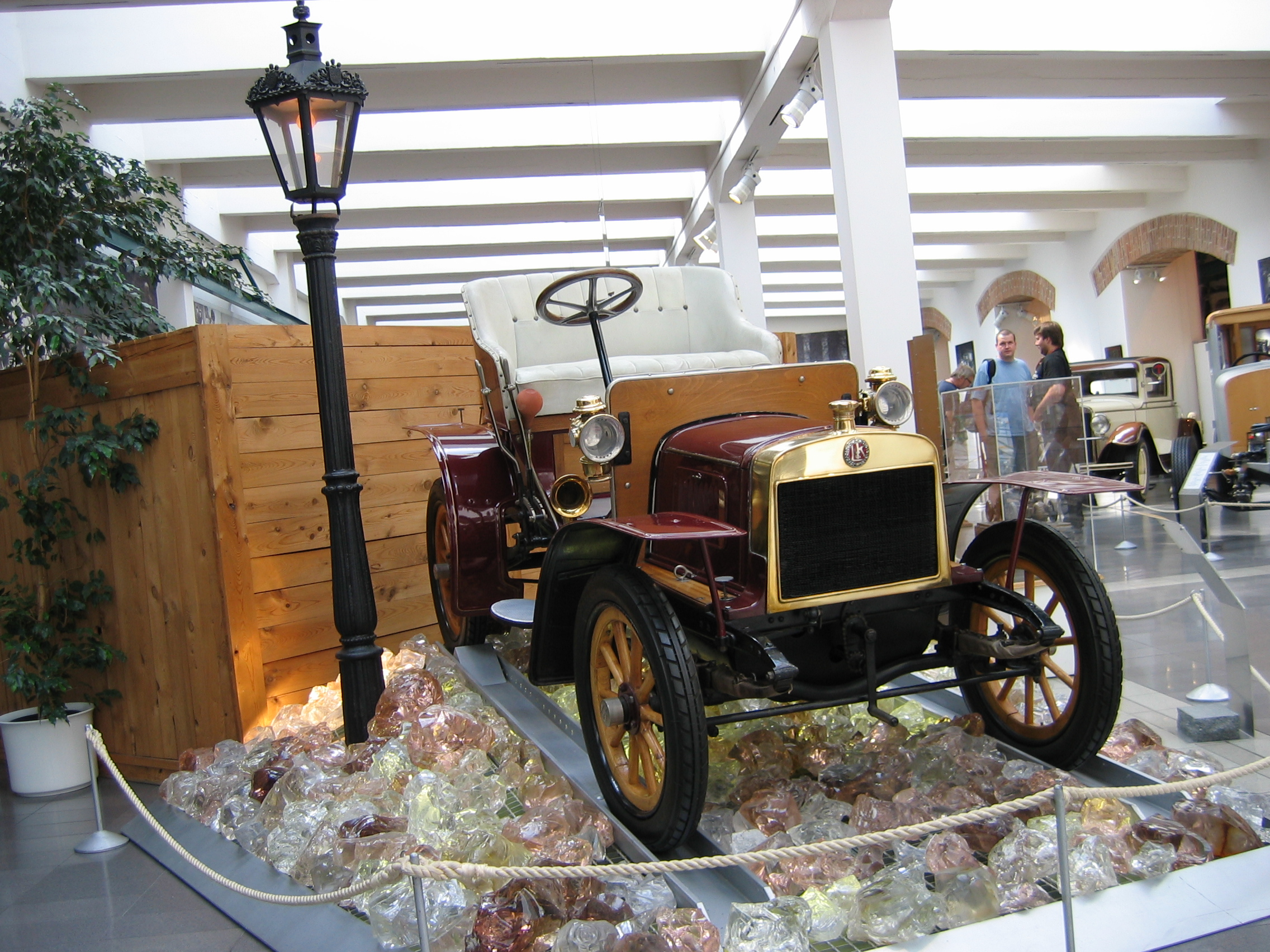
1905 لورين & كليمنت ايه: متحف سكودا أوتو، ملادا بوليسلاف، جمهورية التشيك

أصول سكودا تعود إلى أوائل تسعينات القرن التاسع عشر، على غرار العديد من مصنعي السيارات المؤسسون منذ فترة طويلة، وقد بدأت الشركة مع صناعة الدراجات الهوائية. كان العام 1894، وفاكلاف كليمنت ذا ال26 عاما، الذي كان بائع كتب بالإتجار في ملادا بوليسلاف، في الجمهورية التشيكية اليوم، التي كانت آنذاك جزءا من النمسا والمجر، لم يتمكن من الحصول على قطع الغيار الصحيحة لإصلاح دراجته الألمانية. أعاد كليمنت دراجته إلى الصانعين، سيدل وناومان، مع رسالة، بالتشيكية، طالبا منهم القيام بأعمال الإصلاح، فقط كي يتلقى ردا، باللغة الألمانية، قائلا: «إذا كنت ترغب في الرد على استفسارك، ينبغي لك أن تحاول الكتابة بلغة يمكننا ان نفهمها». كليمنت مشمئزا، على الرغم من عدم حصوله على أي خبرة تقنية سابقة، قرر أن يبدأ ورشته الخاصة لتصليح الدراجات الهوائية، والذي افتتحه هو وفاكلاف لورين عام 1895 في ملادا بوليسلاف. قبل الدخول في الشراكة التجارية مع كليمنت، كان لورين صانع مؤسس للدراجات بالفعل من بلدة تورنوف القريبة.
في عام 1898، وبعد الانتقال إلى مصنعهم المبني حديثا، اشترى الزوج "motorcyclette" ورنر، الذي كان منتجا من قبل المصنع الفرنسي ورنر براذرز. أثبتت motorcyclette لورين وكليمنت الأولى (التي كانت مدفوعة بواسطة محرك مثبت على أذرع التحكم التي تقود العجلات الأمامية) أنها خطيرة وغير موثوق بها - فحادثة مبكرة وقعت عليها كلفت لورين سِنّة أمامية. ولتصميم آلة أكثر أمانا بهيكلها حول المحرك، كتب الزوج إلى متخصص الاشتعال الألماني روبرت بوش للحصول على المشورة بشأن نظام كهرومغناطيسي مختلف. وجعلت دراجة الزوج النارية الجديدة سلافيا بدايتها في عام 1899.
في عام 1900، عندما كان للشركة قوة عاملة من 32 عامل، بدأ تصدير سلافيا، ب150 آلة تم شحنها إلى لندن لشركة هيوستن. وبعد ذلك بوقت قصير، إعتمدتهم الصحافة كصانعي أول دراجة نارية.
كان النموذج الأول، Voiturette A، ناجحا وتأسست الشركة في كلا من داخل النمسا والمجر ودوليا. بحلول 1905 كانت السيارات يتم إنتاجها من قبل الشركة. خلال الحرب العالمية الأولى انخرطت سكودا في الإنتاج الحربي.
بعد الحرب العالمية الأولى بدأت في إنتاج الشاحنات، ولكن في عام 1924، بعد الدخول في مشاكل والتعرض لحريق، بحثت الشركة عن شريك. نتيجة لذلك اندمجت مع أشغال سكودا، أكبر شركة صناعية في تشيكوسلوفاكيا. كان معظم الإنتاج اللاحق تحت اسم سكودا. بعد انخفاض خلال فترة الكساد الاقتصادي، أصبحت سكودا ناجحة مرة أخرى مع نماذج مثل بوبيلار في أواخر الثلاثينات.
خلال احتلال تشيكوسلوفاكيا في الحرب العالمية الثانية، تم تحويل أشغال سكودا إلى جزء من أشغال هيرمان غورينغ لخدمة الجهود الألمانية في الحرب العالمية الثانية.

### بعد الحرب العالمية الثانية

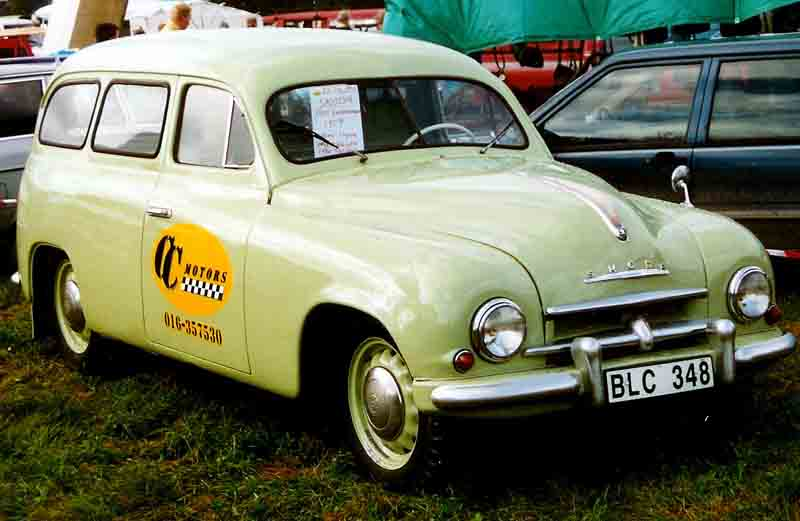
سكودا 1201 1959

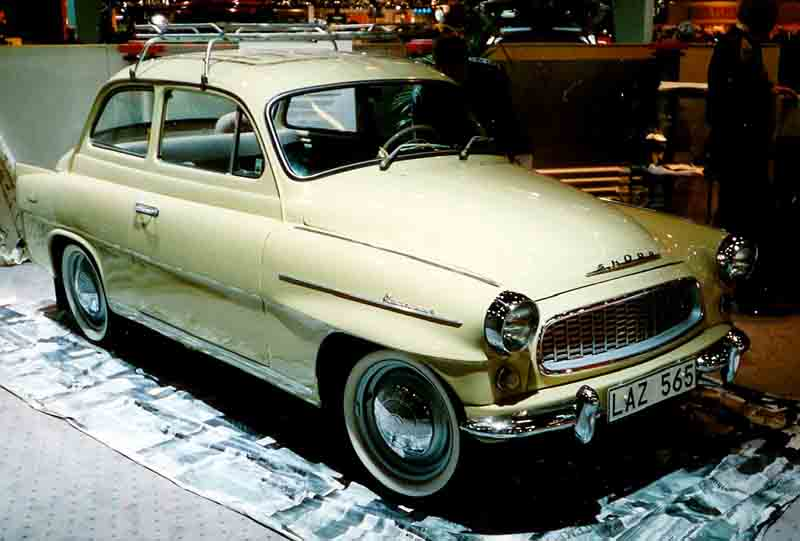
سكودا اوكتافيا 1961

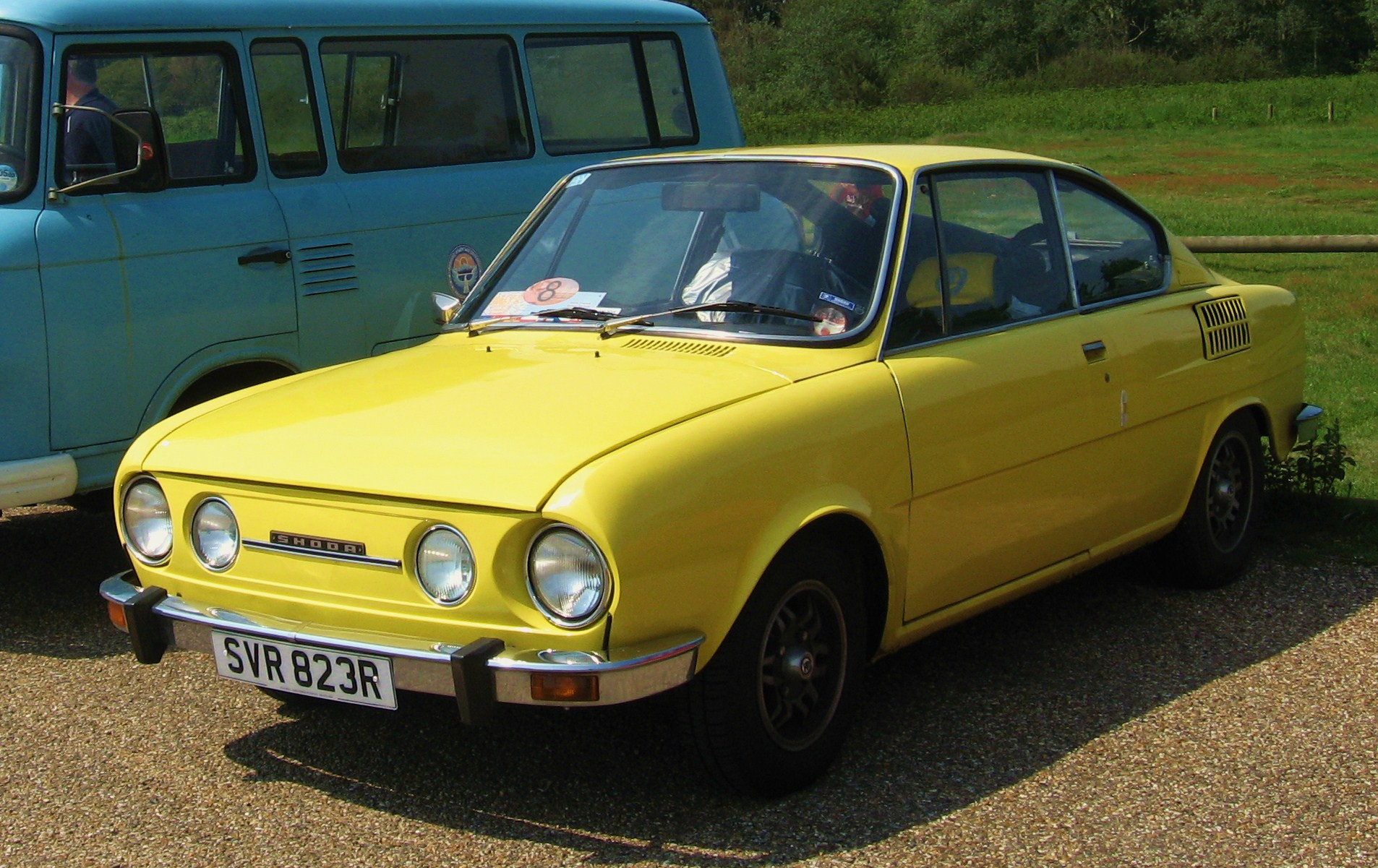
سكودا 110R عام 1980. مخطط مماثل لبورش في ذلك الوقت، ولكن بعشر السعر

عندما، بحلول تموز / يوليو 1945، أعيد بناء مصنع ملادا بوليسلاف، بدأ إنتاج أول سيارة سكودا في فترة ما بعد الحرب العالمية الثانية، سلسلة 1101. كانت أساسا إصدارا محدثا من إصدارة ما قبل الحرب العالمية الثانية سكودا بوبيلار. في خريف عام 1945، أصبحت سكودا (جنبا إلى جنب مع كافة الشركات المصنعة الكبيرة) جزءا من الاقتصاد المخطط، والذي يعني أنها تم فصلها من شركة سكودا الأم. وبالرغم من الظروف السياسية غير المواتية وفقدان الاتصال مع التطور التقني في البلدان غير الشيوعية، احتفظت سكودا بسمعة طيبة حتى الستينات، منتجة نماذج مثل سكودا 440 سبارتاك، و445 أوكتافيا، وفيليشيا وسكودا 1000 MB. كانت سكودا دائما معروفة دوليا ببناء سيارات شديدة المتانة وجديرة بالثقة.
في أواخر الثمانينات، كانت سكودا (المسماة وقتهاAutomobilové závody, národní podnik, Mladá Boleslav، ملادا بوليسلاف) لا تزال تقوم بتصنيع السيارات التي يعود تاريخها فكريا إلى الستينات. فطرازات المحرك الخلفي مثل سكودا 105/120، واستل ورابيد بيعت بشكل مطرد وأبلت بلاء حسنا ضد منتجات أكثر حداثة في سباقات مثل رالي راك في السبعينات والثمانينات. فقد فازوا في فئتها في رالي راك لمدة 17 عاما على التوالي. كانوا مدعومين بمحرك قدرة 130 حصانا، و1289 سم مكعب. وعلى الرغم من صورتها المؤرخة وكونها موضع سخرية، ظلت السكودا مشهدا مألوفا على طرقات المملكة المتحدة وأوروبا الغربية خلال السبعينات والثمانينات.
كانت الإصدارات الرياضية متاحة لإستل، والطرازات السابقة لها، وباستخدام «رابيد» كاسم الإصدار. وكانت إصدارات السقف اللين متاحة أيضا. كانت رابيد قد وصفت في مرة 'بورش الرجل الفقير' وقد حازت على نجاح مبيعات كبير في المملكة المتحدة خلال الثمانينات.
«وبالطبع، فإن السكودا قد أصبحت على هذا القدر من المرح جزئيا بسبب وجودها المطلق على طرق بريطانيا.  لابد أن الشكرة كانت تفعل شيئا صحيحاً». مقتطف من تقرير هيئة الإذاعة البريطانية على مبيعات سكودا في الثمانينات.
وجاءت نقطة التحول في عام 1987 مع طراز فافوريت. كان مظهر الفافوريت من تصميم شركة التصميم الإيطالية بيرتوني. مع بعض تقنية المحرك مرخص لها من أوروبا الغربية، ولكن لا تزال تستخدم المحرك ال1289 سم مكعب من تصميم سكودا، فنجح مهندسو سكودا في تصميم سيارة مماثلة للإنتاج الغربي. كانت الفجوة التكنولوجية لا تزال هناك، ولكنها بدأت في الانغلاق بسرعة. كانت الفافوريت تحظى بشعبية كبيرة في تشيكوسلوفاكيا، وبلدان الكتلة الشرقية الأخرى. كما أنها بيعت بشكل جيد في أوروبا الغربية، خاصة في المملكة المتحدة والدنمارك، باعتبارها متينة وموثوق بها، وأيضا كقيمة جيدة. استمرت مستويات التوازن لديهم في التطور وكانزا يباعون حتى عرض الفيليسيا في عام 1984.

### تابعة لمجموعة فولكس واجن
جلبت الثورة المخملية تغييرات كبيرة إلى تشيكوسلوفاكيا، وخضعت معظم الصناعات للخصخصة. في حالة سكودا سيارات، جلبت الحكومة شريكا أجنبيا قويا. تم اختيار فولكس واجن في عام 1990 وفي نيسان / أبريل، عام 1991، أصبحت سكودا العلامة التجارية الرابعة لمجموعة فولكس واجن.
كانت فولكس فاجن تقف ضد شركة صناعة السيارات الفرنسية رينو، التي خسرت لأن خطتها الاستراتيجية لم تشمل إنتاج النماذج ذات القيمة العالية في المصانع التشيكية: كان من المقرر أن يتم إنتاج سيارة المدينة رينو توينجو في مصانع سكودا.
في الوقت الذي تم فيه اتخاذ القرار، كانت الخصخصة لدى شركة ألمانية كبرى إلى حد ما مثيرة للجدل. فالثروات اللاحقة لمصنعي سيارات الكتلة الشرقة مثل لادا-أوتوفاز، وأشغال سكودا نفسها، التي كانت الشركة الأم لسكودا أوتو من قبل، يمكن أن ينموا عن الاقتراح بأن ذلك لم يكن قرارا سيئا.
بدعم من خبرات شركة فولكس فاجن واستثناراتها في التصميم - في كل من النمط والهندسة - فقد تحسنت كثيرا. كان طراز 1994 فيليسيا لا يزال يستند إلى قاعدة الفافوريت، ولكن تحسينات الجودة قامت بالمساعدة، وفي الجمهورية التشيكية كانت السيارة شعبية كما كانت فيّمة مقابل المال. كرئيس لمجلس إدارة شركة فولكس فاجن اختار بايتش شخصيا ديرك فان برايكل كرئيس للتصميم، وشقت أخيرا طرازات أوكتافيا وفابيا اللاحقة طريقها إلى أسواق الاتحاد الأوروبي الطالبة. وهما مبنيتان على القاعدة العامة لمجموعة فولكس واجن. تستند أحدث أوكتافيا إلى قاعدة جولف MK5، وتستند فابيا إلى 1}قاعدة { A0{/1}. وهذا مثير للاهتمام، لأنها صدرت بسنة قبل إفراج شركة فولكس فاجن عن بولو الجديدة التي كانت أيضا مستندة إليها.
تغيرت صورة سكودا في أوروبا الغربية تماما. وبتقدم التطور التقني وجلب طرازات جديدة جذابة إلى السوق، سارت صورة سكودا في البداية حثيثا نحو التحسن. في المملكة المتحدة، تم تحقيق المنعطف الأكبر مع حملة "إنها سكودا، بأمانة" الساخرة التي بدأت بداية الألفيات. في إعلان بعام 2003 على التلفزيون البريطاني، يقوم موظف جديد على خط الإنتاج بوضع شارات سكودا على أغطية السيارات. وعندما تأتي بعض السيارات جاذبية المظهر يتراجع، غير واضعا الشارة، نظرا لأنها تبدو جيدة جدا حتى لا يمكنها أن تكون سكودا. نجحت هذه الحملة من خلال مواجهة مشكلة صورة سكودا - وهو تكتيك يعتبره المتخصصين في مجال التسويق شديد الخطورة. قبل أن تبدأ الحملة الإعلانية، كان من الشائع أن نسمع المرشدين السياحيين في براتيسلافا يؤلفون النكان حول السكودا، قائلين "كيف يمكنك مضاعفة قيمة سكودا؟ إملأ خزان الوقود! [بحاجة لمصدر] إذا كانت فابيا وأوكتافيا أي شيء أقل من سيارات ممتازة، لربما كانت الحملة قد أدت إلى نتائج عكسية سيئة. بحلول عام 2005، كانت سكودا تبيع أكثر من 30,000 سيارة سنويا في المملكة المتحدة، وهي حصة في السوق أكثر من 1 ٪. لأول مرة في تاريخ المملكة المتحدة، ظهرت قائمة انتظار للتسليمات من سكودا. صنف مالكي سكودا في المملكة المتحدة باستمرار علامتها التجارية قرب أو في أعلى مرتبة من مسح رضا العملاء جي دي باور خلال الألفيات.
لسكودا الآن العديد من مصانع التحويل والتجميع، بما في ذلك واحدا في سراييفو، البوسنة والهرسك. لدى سكودا أيضا مصنع تجميع في مدينة أورانجاباد، في ولاية مهاراشترا الهندية الغربية التي أنشئت في عام 2001 تحت اسم سكودا الهند الخاصة المحدودة.
في عام 2006، قدمت سكودا طرازها الجديد رومستر، وهي مركبة صغيرة متعددة الأغراض ذات تصميم فريد، والذي يعكس التوجهات المستقبلية. في نهاية كانون الأول / ديسمبر 2006، أصدرت سكودا كذلك الصور الرسمية الأولى للفابيا الجديدة، وهو طراز من شأنه أن يحل محل الفابيا في عام 2007.
في وقت لاحق في عام 2008، أصدرت سكودا الصور الأولى للاوكتافيا فاسيليفتيد. المميزة بمصابيح أمامية، وشبكة أمامية\مصد جدد وكذلك خلفية ودواخل معدلة التصميم قليلا. السيارة المعدلة تحتوي أيضا على اختيار جديد من المحركات بما في ذلك TFSI 1.4 ومحركات ديزل المسطرة المشتركة.
تم عرض فكرة سيارة جديدة في معرض باريس للسيارات في أيلول / سبتمبر 2006. هذه الفكرة كانت تسمى جويستر، وهي سيارة مدمجة ذات ثلاثة أبواب مقصودة بشكل خاص للشباب.
ذراع فولكس واجن الأسترالية، فجا (مجموعة فولكس واجن أستراليا)، أعلنت مؤخرا أنها سوف تعيد سكودا إلى سوق السيارات الأسترالي في تشرين الأول / أكتوبر 2007. قبل ذلك التاريخ، كانت سيارات سكودا قد بيعت لآخر مرة في أستراليا عام 1983. حاليا اوكتافيا، ورومستر وسوبرب متافرون في أستراليا. وذكرت فجا أنها ستجلب فابيا إلى السوق الأسترالية فقط إذا كانوا قادرين على تسعيرها أقل من فولكس فاجن بولو.
يقال أن نسخة من فولكس واجن غول ان اف البرازيلية ستكون قاعدة طراز جديدة لسكودا في أوروبا.

### تاريخ المبيعات
| طراز           | 1997    | 1998    | 1999    | 2000    | 2001    | 2002    | 2003    | 2004    | 2005    | 2006    | 2007    | 2008    |
| -------------- | ------- | ------- | ------- | ------- | ------- | ------- | ------- | ------- | ------- | ------- | ------- | ------- |
| سكودا فيليشيا  | 288.458 | 261.127 | 241.256 | 148.028 | 44.963  | --      | --      | --      | --      | --      | --      | --      |
| سكودا فابيا    | --      | --      | 823     | 128.872 | 250.978 | 264.641 | 260.988 | 247.600 | 236.698 | 243.982 | 232.890 | 246.561 |
| سكودا اوكتافيا | 47.876  | 102.373 | 143.251 | 158.503 | 164.134 | 164.017 | 165.635 | 181.683 | 233.322 | 270.274 | 309.951 | 344.857 |
| سكودا سوبرب    | --      | --      | --      | --      | 177     | 16.867  | 23,135  | 22,392  | 22.091  | 20.989  | 20.530  | 25.645  |
| سكودا رومستر   | --      | --      | --      | --      | --      | --      | --      | --      | --      | 14.422  | 66.661  | 57.467  |
| المجموع        | 336.334 | 363.500 | 385.330 | 435.403 | 460.252 | 445.525 | 449.758 | 451.675 | 492.111 | 549.667 | 630.032 | 674.530 |

## رياضة السيارات

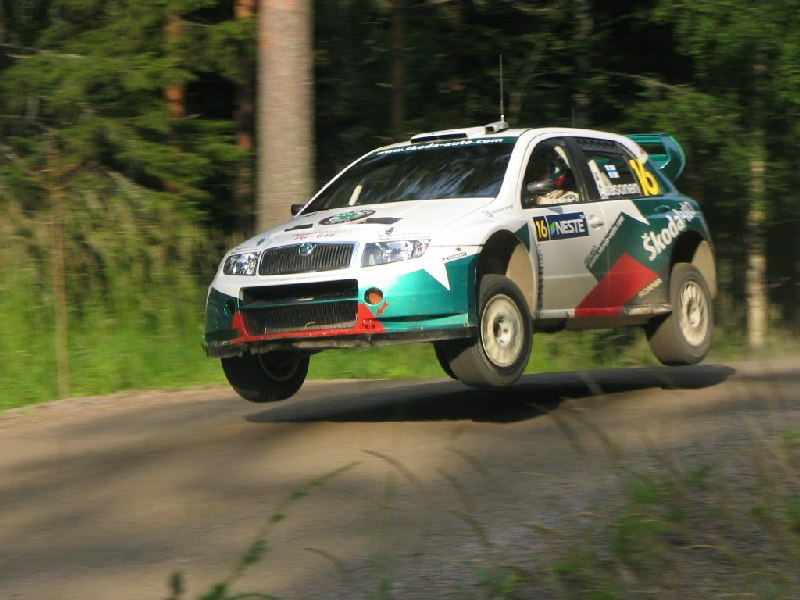
فابيا WRC في رالي فنلندا في عام 2004.

بعد تاريخ طويل من الانتصارات المتفوقة في مستويات أدنى من رياضة السيارات، أصبحت سكودا مشاركا في بطولة العالم للراليات لدى الاتحاد الدولي للسيارات في موسم 1999، مع نماذج لسيارات الرالي العالمية من سكودا اوكتافيا. كانت أفضل نتيجة لسكودا مع اوكتافيا دبليو آر سي كان مركز أرمين شفارتس الثالث في عام 2001 في رالي السفاري. من أواخر 2003، استعيض عن اوكتافيا بسكودا فابيا الأصغر. استخدمت سكودا موسم 2004 لتطوير السيارة أكثر لكنه لم يحقق نجاحا كبيرا في الموسم التالي. ومع ذلك، في خاتمة الموسم رالي أستراليا، كان بطل العالم في عام 1995 كولن مكراي في المرتبة الثانية قبل أن يتقاعد. ثم انسحبت سكودا من السلسلة، وشهد موسم 2006 سكودا ممثلة من قبل فريق ريد بول سكودا شبه الرسمي. قاد جان كوبيكي الفابيا دبليو آر سي إلى المركز الخامس في رالي كاتالونيا، ومؤخرا حتى رالي دويتشلاند 2007، ظلت الفابيا محققة تنيجة المركز الخامس، مرة أخرى على يدي كوبيكي.

## الطرازات
| - فابيا 2007 - (الجيل الثاني) (صغير) - اوكتافيا / لورا 2004 - (الجيل الثاني) (سيارة عائلية صغيرة) - رومستر / براكتيك 2006 - (سيارة نشاط ترفيهي) - سوبرب 2008 - (الجيل الثاني) (سيارة عائلية كبيرة) - يتي 2009 [[مركبة صغيرة متعددة الأغراض\|(سيارة استخدام رياضي صغيرة سكودا رابيد - فابيا سوبر (2007) - جويستر (2006) - يتي II (2006) - يتي (2005) - فكرة رومستر (2003) - تودور (2002) - فابيا إصدارة باريس (2002) - أهوج (2002) - فيليسيا جولدن براغ (1998) - 783 فافوريت كوبيه (1987) |

### أفكار سيارات

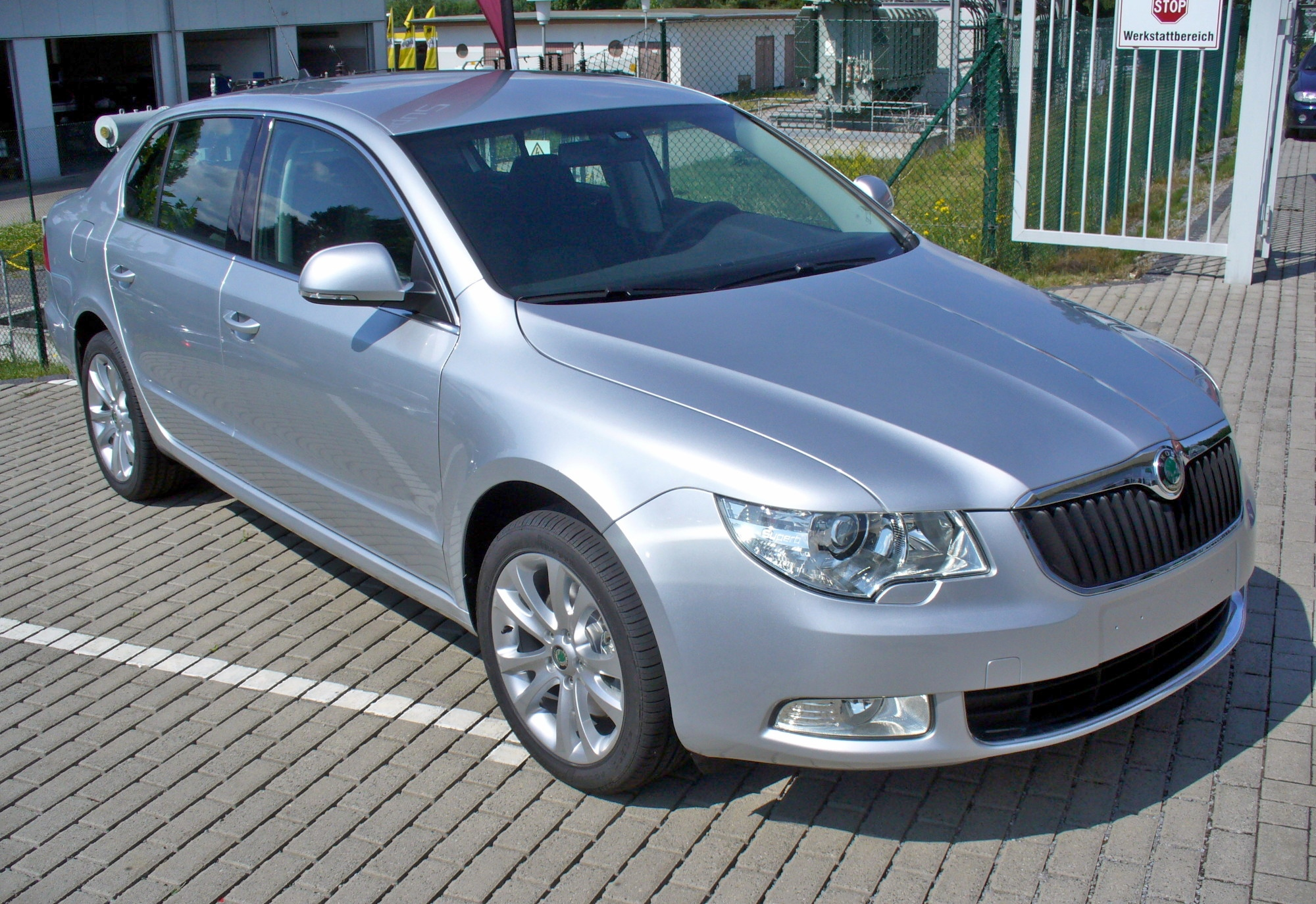
سوبرب الحالية

## النماذج السابقة
| - لورين & كليمنت إيه (1905-1907) - لورين & كليمنت بي (1906-1908) - لورين & كليمنت سي (1906-1908) - لورين & كليمنت دال (1906-1907) - لورين & كليمنت هاء (1906-1909) - لورين & كليمنت بي2 (1907-1908) - لورين & كليمنت سي2 (1907-1908) - لورين & كليمنت اف (1907-1909) - لورين & كليمنت اف اف فرنسي (1907) - لورين & كليمنت اف سي (1907-1909) - لورين & كليمنت اتش أو / اتش ال / اتش ال بي (1907-1913) - لورين & كليمنت بي اس (1908-1909) - لورين & كليمنت اف سي اس (1908-1909) - لورين & كليمنت جي (1908-1911) - لورين & كليمنت دي أو / دي ال (1909-1912) - لورين & كليمنت اف دي أو / اف دي ال (1909-1915) - لورين & كليمنت إي ان (1909-1910) - لورين & كليمنت اف ان / جي دي في / آر سي (1909-1913) - لورين & كليمنت اف سي آر (1909) - لورين & كليمنت ال / ال أو (1909-1911) - لورين & كليمنت أي ان اس (1910-1911) - لورين & حكومة كليمنت ك / ك بي / ال أو ك بي (1911-1915) - لورين & كليمنت ال ك (1911-1912) - لورين & كليمنت اس / اس ايه (1911-1916) - لورين & كليمنت دي ان (1912-1915) - لورين & كليمنت ر. ك (1912-1916) - لورين & كليمنت اس بي / اس سي (1912-1915) - لورين & كليمنت ام / ام بي / ام أو (1913-1915) - لورين & كليمنت ام كيه/400 (1913-1924) - لورين & كليمنت أو / أو كيه (1913-1916) - لورين & كليمنت اس دي / اس أي / اس جي / اس كيه (1913-1917) - لورين & كليمنت ام اس (1914-1920) - لورين & كليمنت اس اتش / اس كيه (1914-1917) - لورين & كليمنت تي / تي ايه (1914-1921) - لورين & كليمنت اس آي/اس ال/اس ام/اس أو/200/205 (1916-1924) - لورين & كليمنت ام دي/ام إي/ام اف/ام جي/ ام اتش/ام إي/ام ال/300/305 (1917-1923) - لورين & كليمنت ام اس/540/545 (1920-1923) - لورين & كليمنت - سكودا 545 (1924-1927) - سكودا 422 (1929) | وهناك أيضا سكودا فيليشيا إستايت - سكودا 633 (1931) - سكودا بوبيلار (1934) - سكودا رابيد (1934) - سكودا تودور (1946-1952) - سكودا سوبرب 4000 - سكودا 1200 (1952-1956) - سكودا 440/445 (1955-1959) - سكودا 1200 - سكودا 1201 (1956-1961) - سكودا اوكتافيا (1959-1964) - سكودا فيليشيا (1959-1964) مكشوفة - سكودا اوكتافيا كومبي (1961-1971) - سكودا 1202 كومبي (1961-1973) - سكودا فيليشيا مكشوفة (1959-1964) - سكودا MB1000/1100 (1964-1969) - سكودا 1203 (1967-1981) - سكودا وينيتو (النموذج الوحيد في عام 1968) - سكودا 100/110 (1969-1977) - سكودا 110R كوبيه (1970-1980) - سكودا 1100 جي تي (1970) - سكودا سوبر سبورت 'Ferat Vampir RSR' (1971) - سكودا 120S رالي (1971-1974) - سكودا 105/120/125 (1976-1990) - سكودا 130 RS (1977-1978) - سكودا غارد (1981-1984) - سكودا 130/135/136 (1984-1990) - سكودا رابيد (1984-1990) - سكودا فافوريت (1987-1995) - سكودا فيليشيا (1994-2001) - سكودا اوكتافيا الجيل الأول (1996-2004) - سكودا فابيا الجيل الأول (1999-2007) - سكودا سوبرب الجيل الأول (2002-2008) - سكودا رومستر (2006) - سكودا يتي (2009) سكودا رابيد (2013) |

## معرض الصور

### خارج الإنتاج

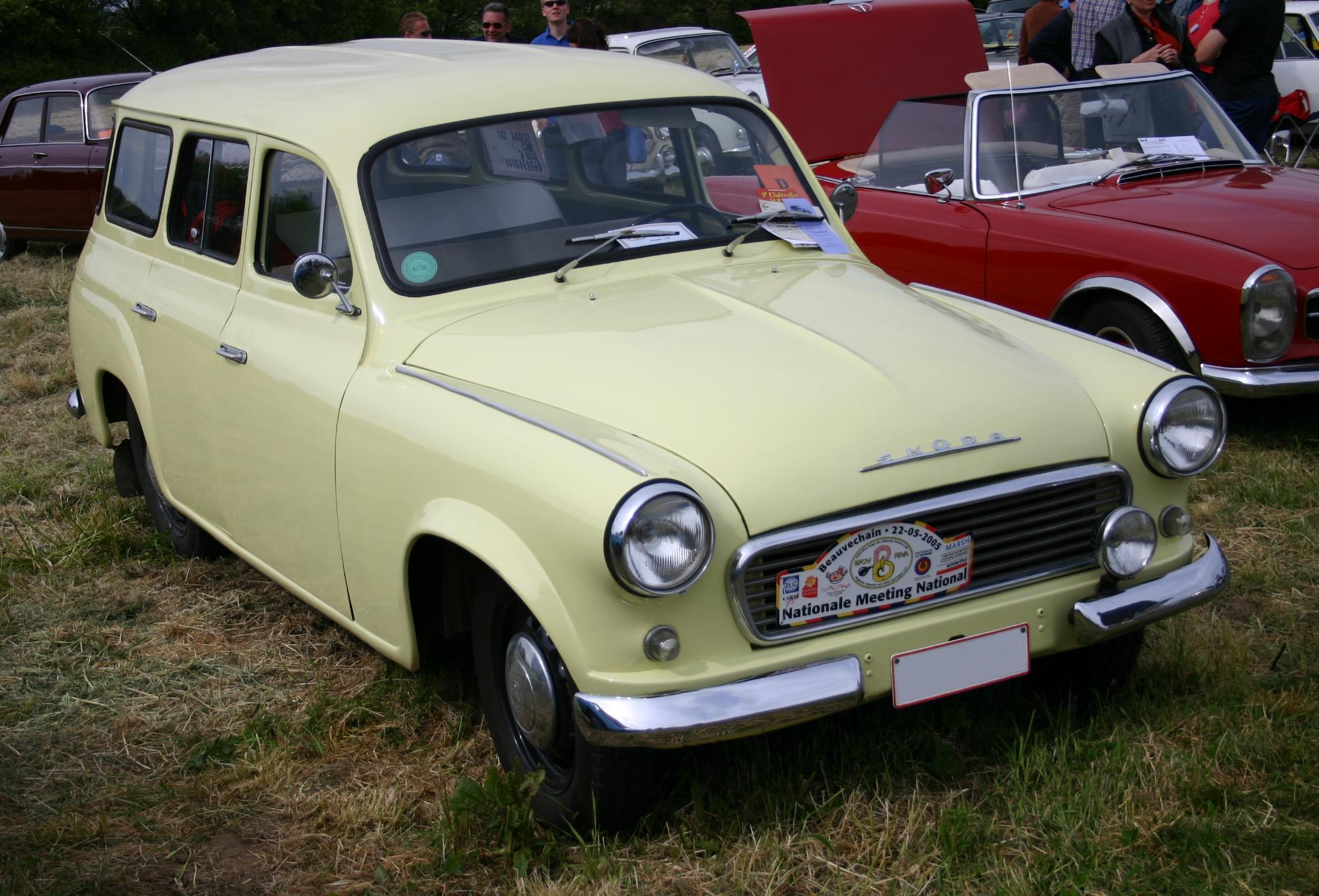
سكودا 1202
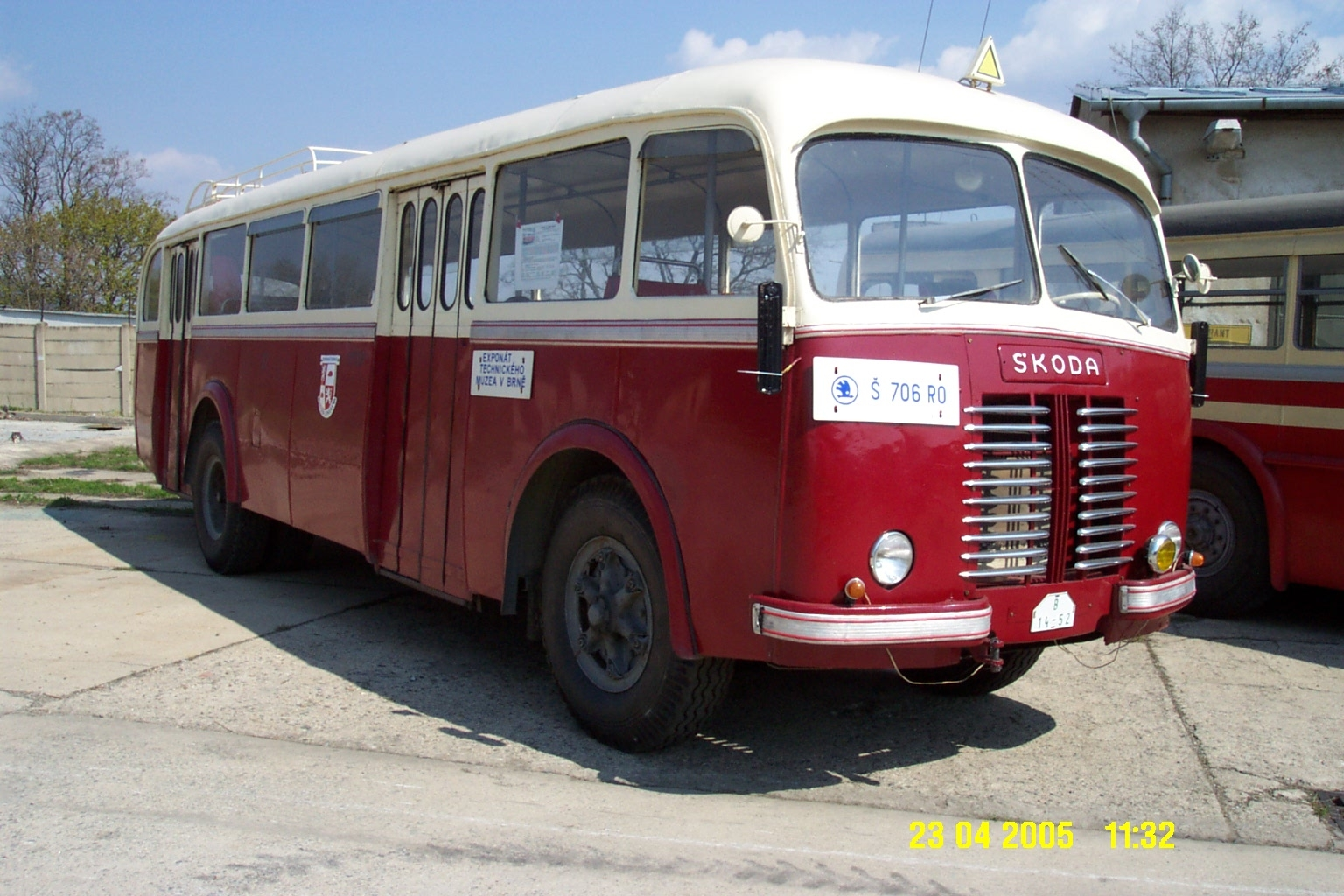
أتوبيس سكودا
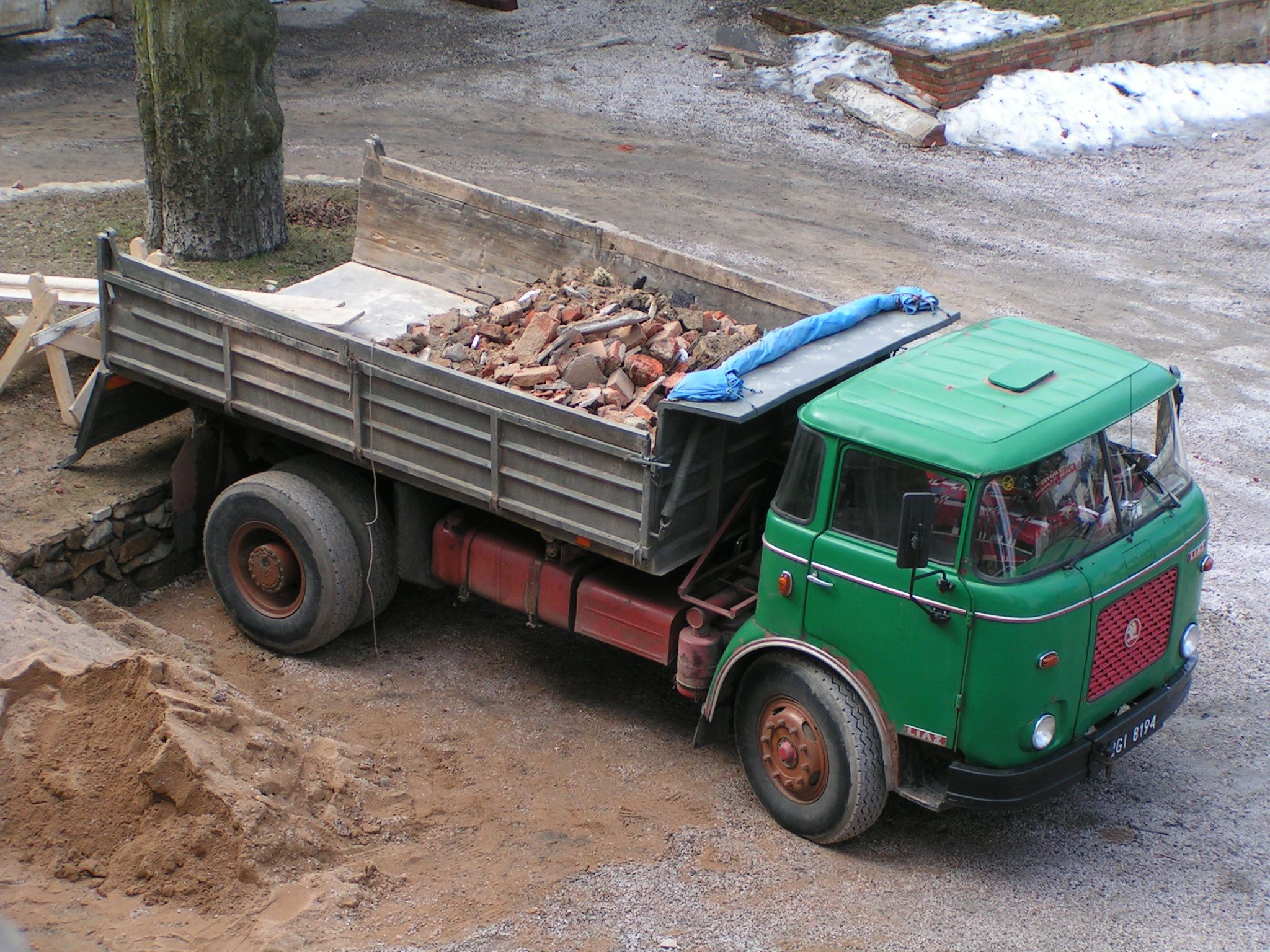
شاحنة سكودا
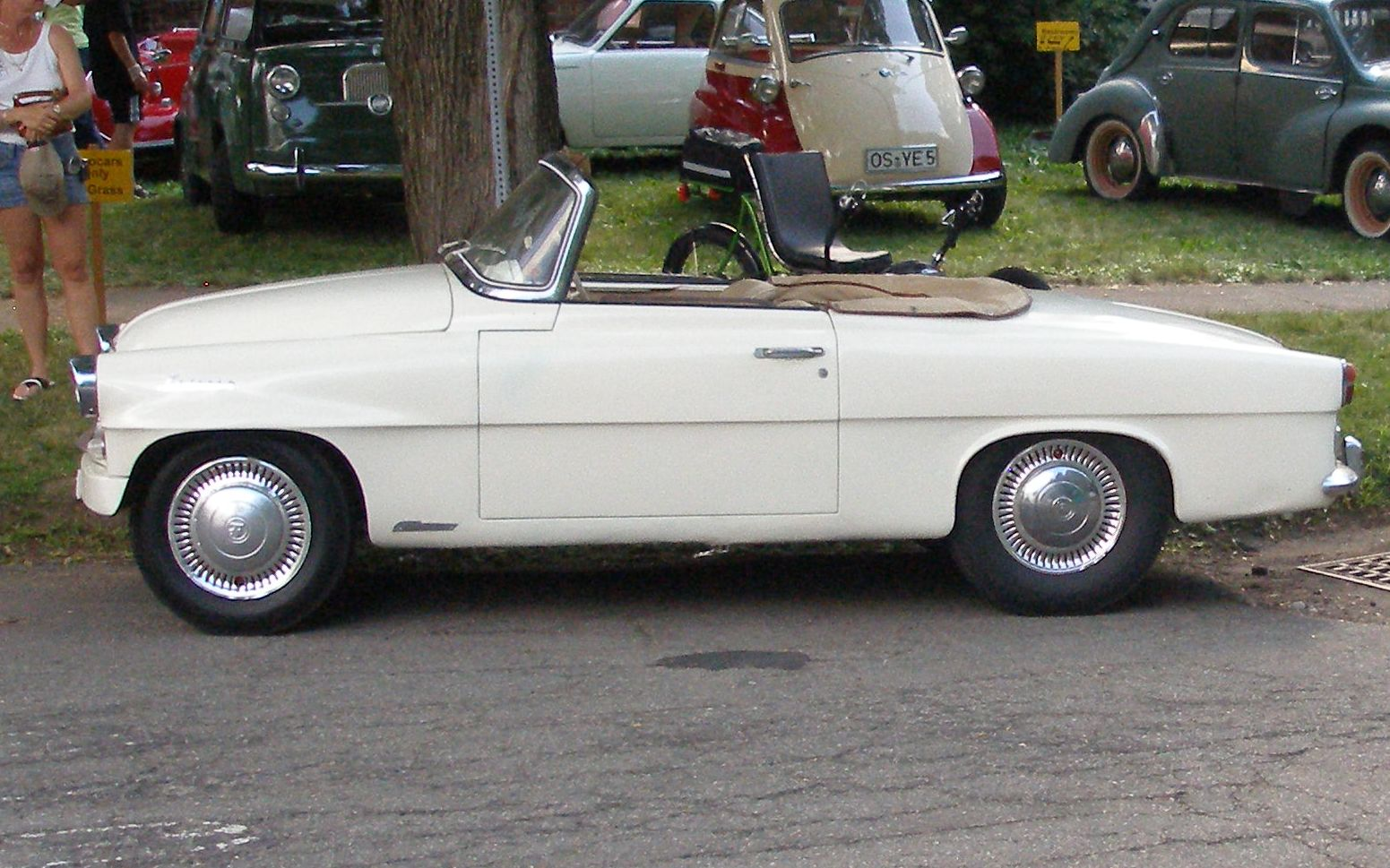
سكودا فيليشيا (1960)
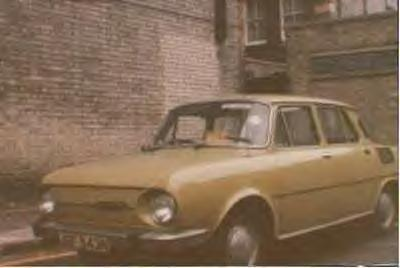
سكودا 110 لتر (1972)
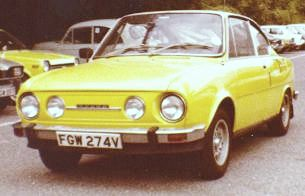
سكودا S110R كوبيه (1974)
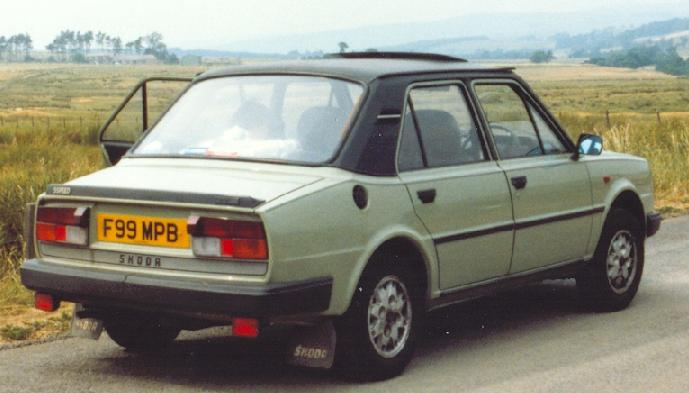
سكودا استل 130 LSE (1988)
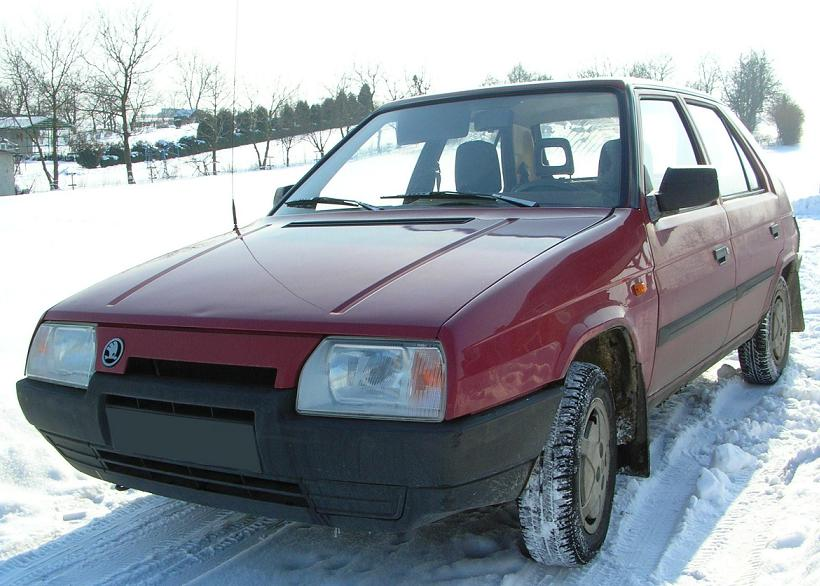
سكودا فافوريت (1991)
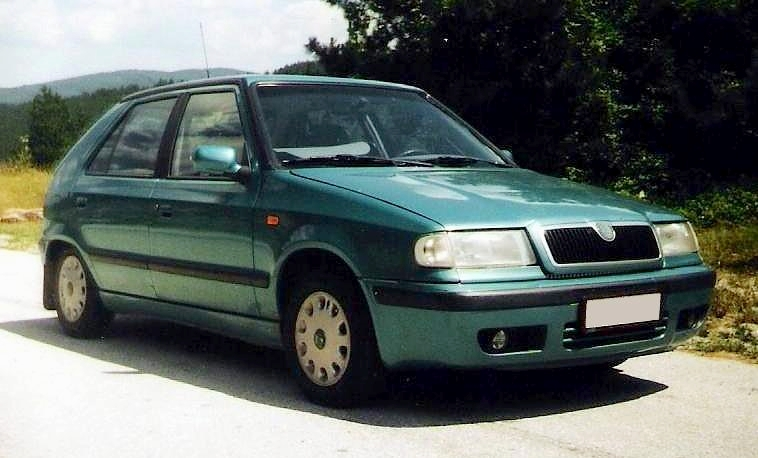
سكودا فيليشيا (1998)
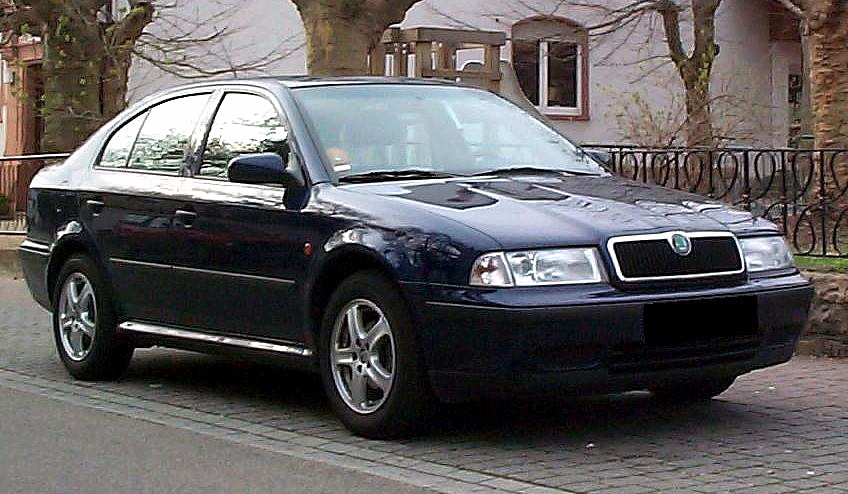
سكودا اوكتافيا (1999)
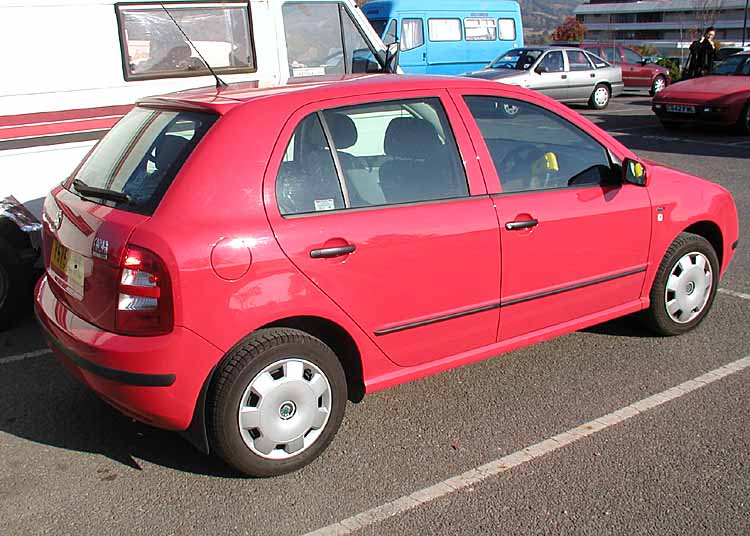
سكودا فابيا (2001)
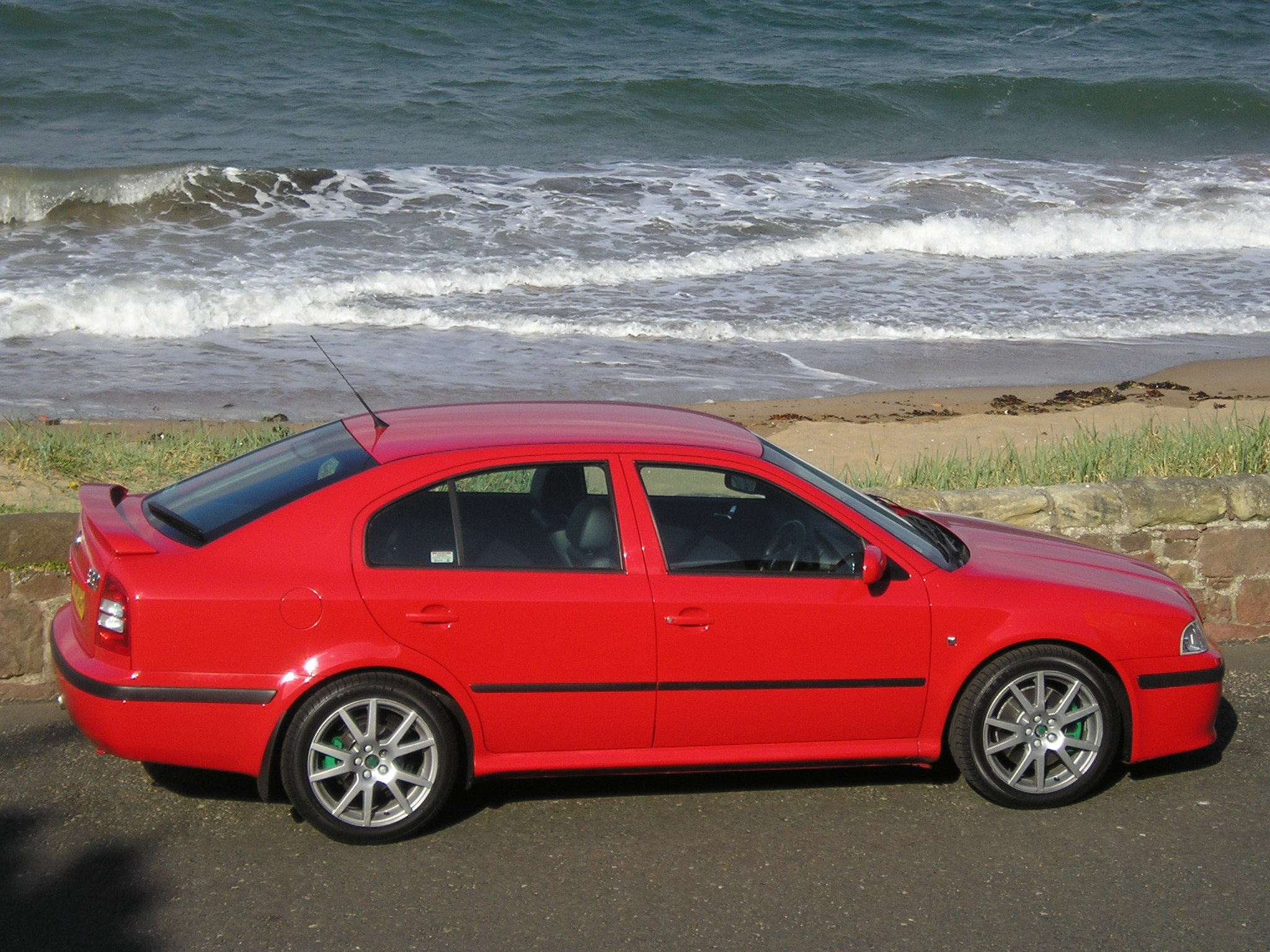
سكودا اوكتافيا vRS (2004)
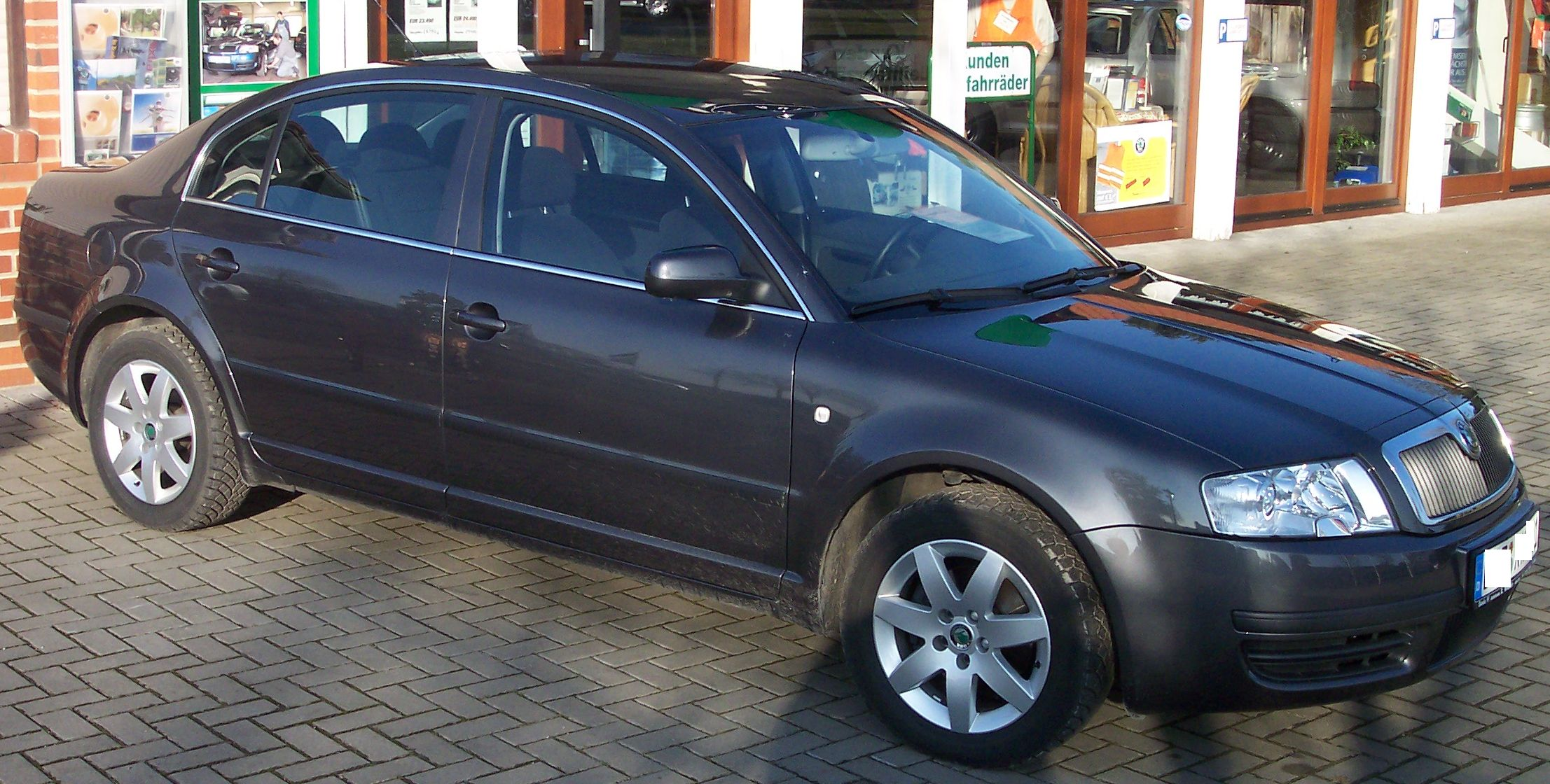
سكودا سوبرب (2002)

### تنتج حاليا

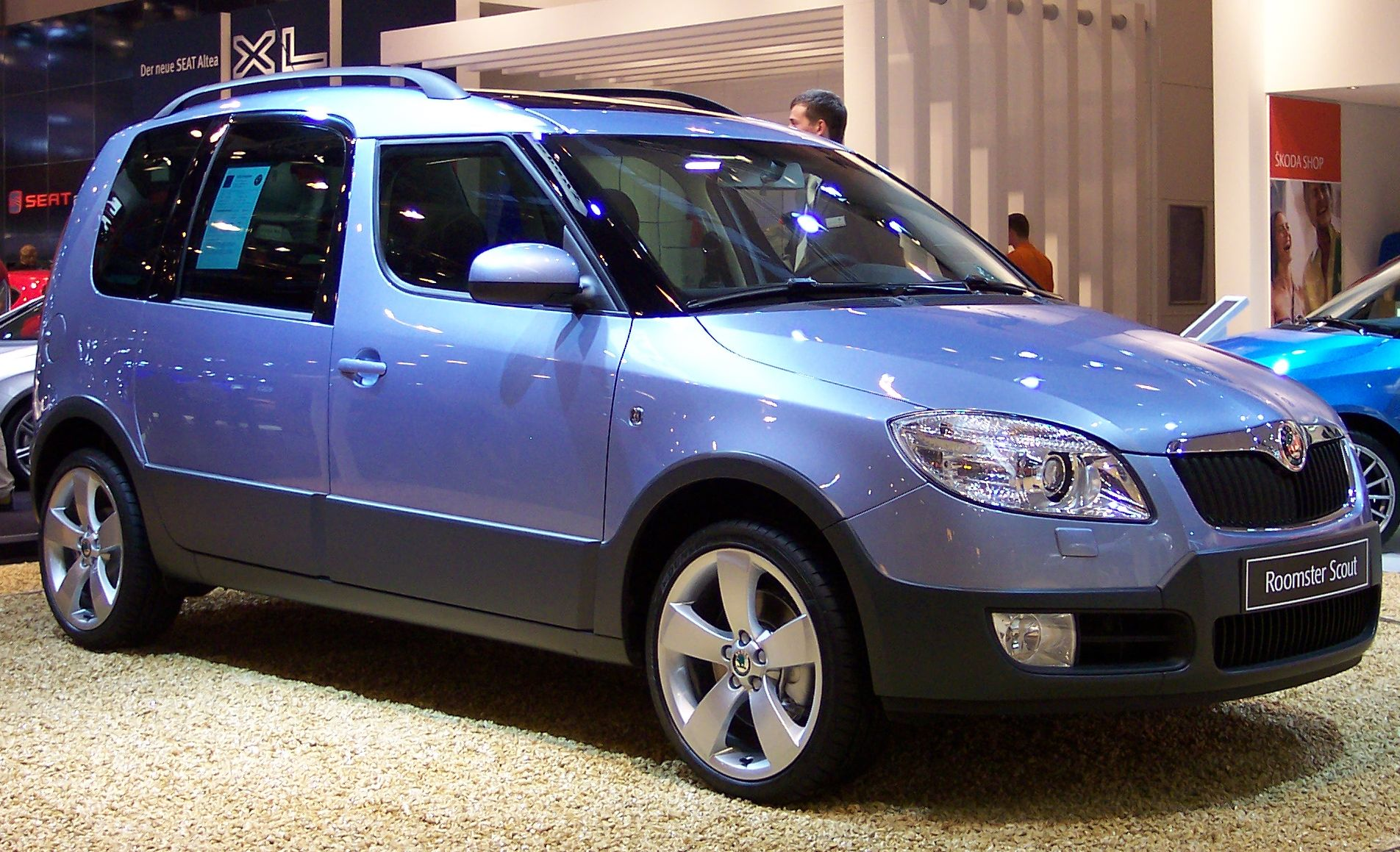
سكودا رومستر (2006)
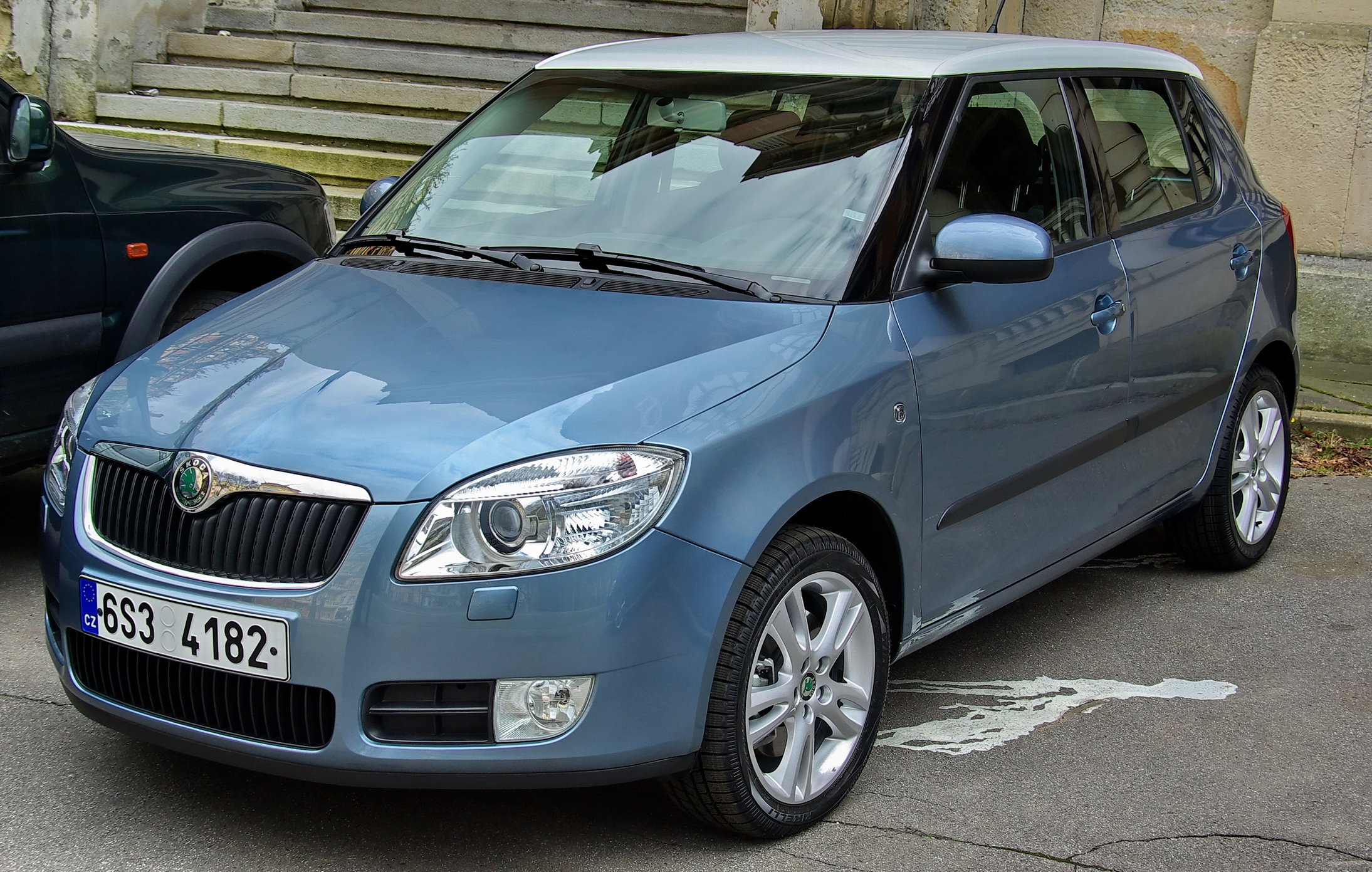
سكودا فابيا II (2007)
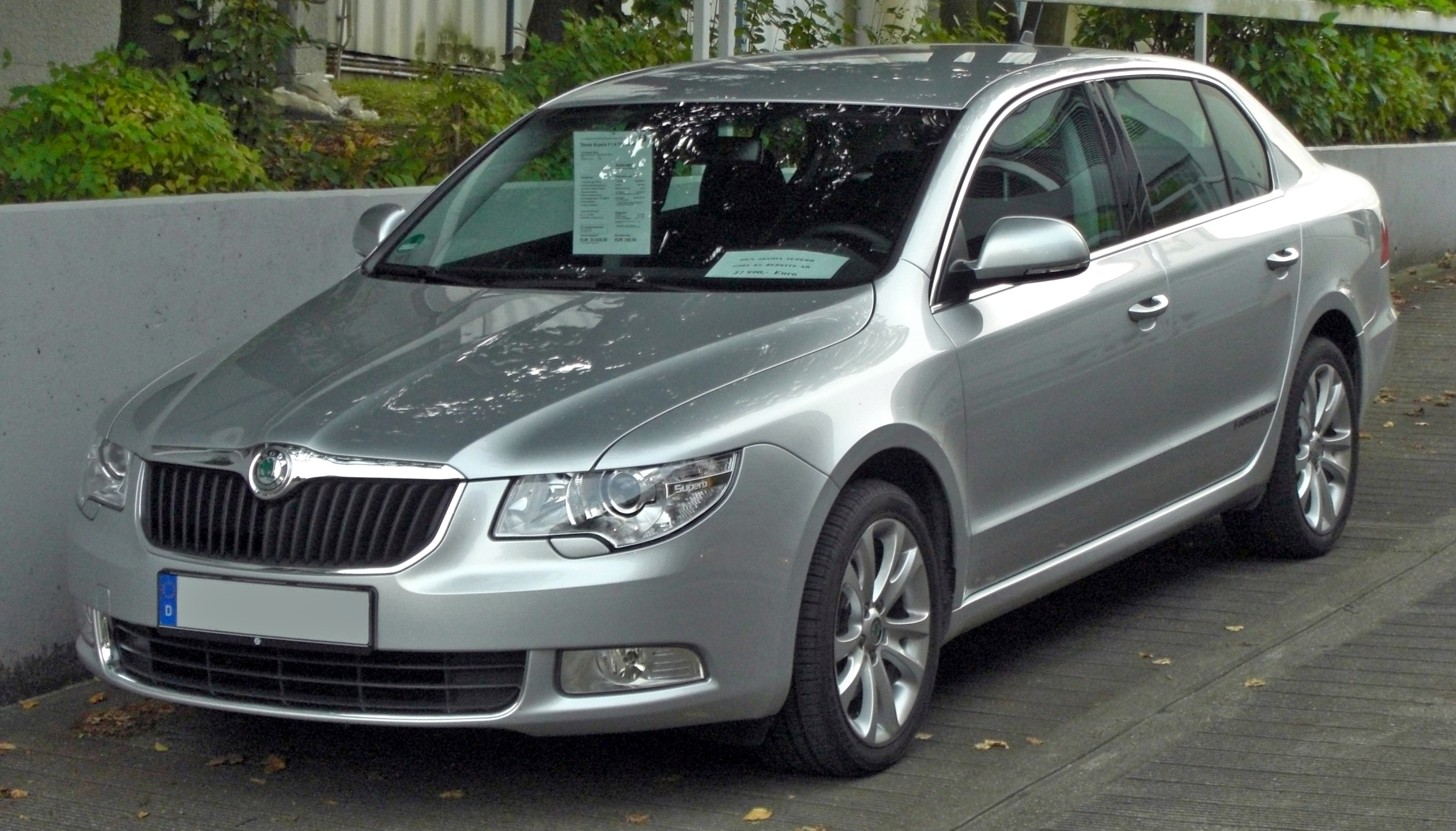
سكودا سوبرب II (2008)
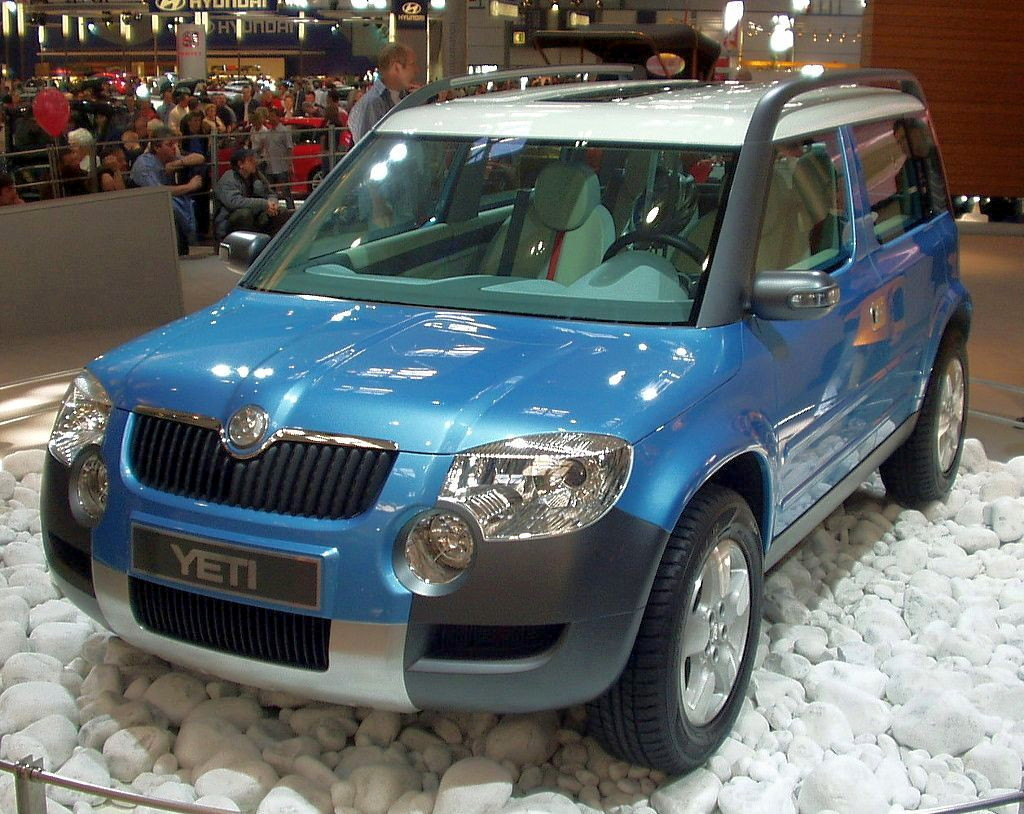
سكودا يتي (2009)

## وصلات خارجية
- الموقع الرسمي